# Giuseppe Di Stefano Napolitani
Giuseppe Francesco Maria Di Stefano Napolitani (Palermo, 18 febbraio 1861 – Palermo, 22 dicembre 1932) è stato un politico italiano.

## Biografia
Figlio di Sante Di Stefano e Teresa Napolitani, Giuseppe proveniva da una famiglia della borghesia palermitana. Dopo la laurea in giurisprudenza a Palermo intraprese la carriera forense e divenne anche consigliere comunale. 
Fu deputato della Sinistra Democratica dal 1900 al 1914. Nel 1920 fu nominato Senatore del Regno e fece parte prima dei liberali democratici e in seguito dell'Unione Democratica.
Padre dell'ambasciatore Mario Di Stefano, proclamato Giusto tra le nazioni.

## Incarichi parlamentari
- Presidente della Commissione di contabilità interna (18 giugno 1921-2 febbraio 1922. Dimissionario)
- Commissario di vigilanza all'Amministrazione del fondo per il culto (30 gennaio 1925- 30 maggio 1927)